# Giorni freddi
Giorni freddi (Hideg napok) è un film del 1966 diretto da András Kovács che ricostruisce il massacro avvenuto nei giorni che vanno dal 21 al 23 gennaio 1942 nella città di Novi Sad perpetrato dall'esercito e dalla polizia ungherese, un eccidio nel quale trovarono la morte 3.309 civili, in gran parte serbi ed ebrei, i cui corpi vennero gettati nel Danubio gelato.

## Trama
Nel 1946, quattro militari - tre ufficiali e un soldato - si trovano chiusi in cella, in attesa di essere giudicati dal tribunale del popolo per l'eccidio al quale hanno partecipato nel gennaio del 1942 a Ujvidék (attuale Novi Sad). I quattro si confrontano, raccontano la storia di quelle giornate di freddo inverno ognuno dal proprio punto di vista, tutti cercando i minimizzare le proprie responsabilità. Il maggiore Büky cerca anche di scoprire cosa possa essere successo a sua moglie, sparita in quei giorni. Tutti ricordano di averla veduta ma la donna sembra scomparsa nel nulla. Finché sarà il soldato ad ammettere di averne gettato il cadavere nel lago. Büky, uno dei maggiori responsabili del massacro, vendicherà la morte della moglie uccidendo il soldato.

## Produzione
Il film fu prodotto dalla MAFILM Stúdió 1.

## Distribuzione
Distribuito dalla Facets Multimedia Distribution, uscì in Svezia il 2 settembre 1968 con il titolo Kalla dagar e in Danimarca il 17 novembre 1970 come Kolde dage.